# Encyocrypta tindia
Espèce
Encyocrypta tindia est une espèce d'araignées mygalomorphes de la famille des Barychelidae.

## Distribution
Cette espèce est endémique de Nouvelle-Calédonie. Elle se rencontre vers Farino.

## Description
La femelle holotype mesure 19 mm.

## Étymologie
Son nom d'espèce lui a été donné en référence au lieu de sa découverte, Rivière Tindia.

## Publication originale
- Raven & Churchill, 1991 : A revision of the mygalomorph spider genus Encyocrypta Simon in New Caledonia (Araneae Barychelidae). Zoologia Neocaledonica, vol. 2, Mémoires du Muséum National d'Histoire Naturelle de Paris, sér. A, vol. 149, p. 31-86.